# Imre Friváldszky von Friváld
Imre Friváldszky von Friváld (Emmerich von Frivaldszky, ur. 6 lutego 1799 w Bacskó, zm. 3 kwietnia 1870 w Jobbágyi) – węgierski botanik, entomolog i lekarz. W taksonomii, gatunki opisane przez niego oznaczane są skrótem Friv.
Od 1822 do 1851 był dyrektorem węgierskiego Muzeum Narodowego. Opisał nowe gatunki roślin z Bałkanów i Turcji. Jako entomolog zajmował się głównie motylami i chrząszczami. Jego synem był zoolog János Frivaldszky.